# 史提夫·特維格
史提夫·特維格（Stephen Twigg，1966年12月25日—）是一位英格蘭政治人物，他的黨籍是工黨。自2010年開始，他擔任利物浦西德比選區選出的英國下議院議員。他是一位已經出櫃的同性戀者。